# جیمز کانلی
جیمز کانلی (زاده ۱۸۶۸ - درگذشته ۱۹۱۶) مبارز و فعال سیاسی سوسیالیست ایرلندی، از بنیان‌گذاران حزب جمهوری‌خواه سوسیالیست ایرلند در ۱۸۹۶ بود.
او مدتی به عنوان دبیر اول اتحادیهٔ کارگران عمومی و حمل و نقل فعالیت می‌کرد.
او بخاطر نقش کلیدی‌اش در قیام عید پاک، اعدام شد.
جیمز کانلی، از محبوب‌ترین چهره‌ها نزد مبارزان ایرلندی است و اشعار و ترانه‌های بسیاری در وصفش سروده شده‌است.

## یادبود

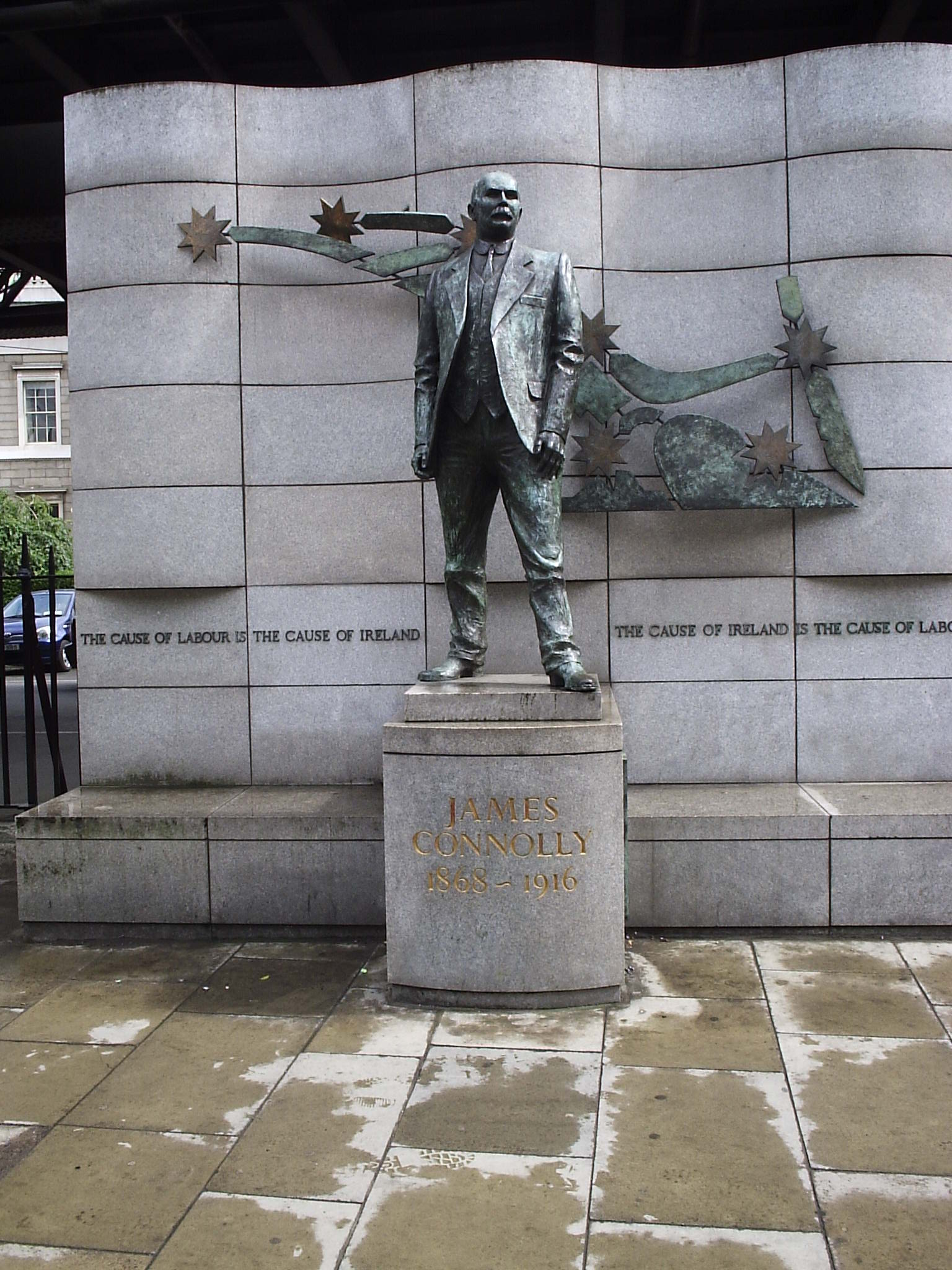
Statue of James Connolly in Dublin

در دوبلین مجسمه‌ای از او مقابل «تالار آزادی»، دفتر اتحادیه کارگری سیپتو نصب شده‌است.